# Kevin Huerter
Kevin Huerter, né le 27 août 1998 à Albany dans l'État de New York, est un joueur américain de basket-ball évoluant au poste d'arrière voire d'ailier et mesurant 1,99 m.

## Biographie

### Carrière universitaire
Après ses deux saisons universitaires avec Maryland, il se présente à la draft 2018 de la NBA où il est attendu au premier tour.

### Carrière professionnelle

#### Hawks d'Atlanta (2018-2022)
Kevin Huerter se fait drafter le 21 juin 2018 par les Hawks d'Atlanta en 19e position. 
Lors des premiers mois avec sa nouvelle équipe, il n'est que remplaçant avec des moyennes de 5,1 et 6,1 points en octobre et décembre en 18 minutes de moyenne. C'est à partir du mois de décembre qu'il s'impose au sein de son équipe avec notamment 22 points le 31 décembre contre les Pacers de l'Indiana lors d'une défaite 116-108. Deux semaines plus tard, il score 29 points contre les 76ers de Philadelphie.

#### Kings de Sacramento (2022-2025)
Début juillet 2022, il est envoyé aux Kings de Sacramento en échange de Maurice Harkless, Justin Holiday et un futur premier tour de draft.

#### Bulls de Chicago (depuis 2025)
Début février 2025, Huerter est transféré en direction des Bulls de Chicago dans un échange impliquant les Bulls, les Kings de Sacramento et les Spurs de San Antonio.

## Statistiques

### Universitaires
| Saison    | Équipe   | Matchs | Titul. | Min./m | % Tir | % 3pts | % LF | Rbds/m. | Pass/m. | Int/m. | Ctr/m. | Pts/m. |
| --------- | -------- | ------ | ------ | ------ | ----- | ------ | ---- | ------- | ------- | ------ | ------ | ------ |
| 2016-2017 | Maryland | 33     | 33     | 29,4   | 42,0  | 37,1   | 71,4 | 4,94    | 2,67    | 0,97   | 0,70   | 9,30   |
| 2017-2018 | Maryland | 32     | 32     | 34,4   | 50,3  | 41,7   | 75,8 | 5,03    | 3,38    | 0,62   | 0,66   | 14,75  |
| Total     | Total    | 65     | 65     | 31,9   | 46,6  | 39,4   | 74,8 | 4,98    | 3,02    | 0,80   | 0,68   | 11,98  |

### Professionnelles

#### Saison régulière
| Saison    | Équipe     | Matchs | Titul. | Min./m | % Tir | % 3pts | % LF | Rbds/m. | Pass/m. | Int/m. | Ctr/m. | Pts/m. |
| --------- | ---------- | ------ | ------ | ------ | ----- | ------ | ---- | ------- | ------- | ------ | ------ | ------ |
| 2018-2019 | Atlanta    | 75     | 59     | 27,3   | 41,9  | 38,5   | 73,2 | 3,27    | 2,85    | 0,87   | 0,33   | 9,69   |
| 2019-2020 | Atlanta    | 56     | 48     | 31,4   | 41,3  | 38,0   | 82,8 | 4,07    | 3,82    | 0,91   | 0,48   | 12,21  |
| 2020-2021 | Atlanta    | 69     | 49     | 30,8   | 43,2  | 36,3   | 78,1 | 3,35    | 3,49    | 1,19   | 0,26   | 11,91  |
| 2021-2022 | Atlanta    | 74     | 60     | 29,6   | 45,4  | 38,9   | 80,8 | 3,43    | 2,74    | 0,74   | 0,35   | 12,05  |
| 2022-2023 | Sacramento | 75     | 75     | 29,4   | 48,5  | 40,2   | 72,5 | 3,35    | 2,95    | 1,07   | 0,32   | 15,20  |
| 2023-2024 | Sacramento | 64     | 59     | 24,4   | 44,3  | 36,1   | 76,6 | 3,50    | 2,59    | 0,70   | 0,36   | 10,23  |
| 2024-2025 | Sacramento | 43     | 15     | 20,9   | 41,3  | 30,2   | 71,4 | 2,79    | 1,72    | 0,84   | 0,37   | 7,86   |
| 2024-2025 | Chicago    | 26     | 16     | 30,0   | 43,9  | 37,6   | 71,4 | 3,27    | 3,15    | 1,15   | 0,27   | 13,19  |
| Total     | Total      | 482    | 381    | 28,1   | 44,1  | 37,5   | 76,0 | 3,40    | 2,93    | 0,92   | 0,34   | 11,62  |

Mise à jour le 29 juillet 2025

#### Playoffs
| Saison | Équipe     | Matchs | Titul. | Min./m | % Tir | % 3pts | % LF | Rbds/m. | Pass/m. | Int/m. | Ctr/m. | Pts/m. |
| ------ | ---------- | ------ | ------ | ------ | ----- | ------ | ---- | ------- | ------- | ------ | ------ | ------ |
| 2021   | Atlanta    | 18     | 10     | 31,0   | 42,8  | 34,7   | 70,6 | 3,83    | 2,83    | 0,78   | 0,89   | 11,06  |
| 2022   | Atlanta    | 5      | 5      | 30,7   | 36,2  | 29,0   | 75,0 | 3,00    | 3,80    | 1,20   | 0,60   | 9,20   |
| 2023   | Sacramento | 7      | 7      | 26,2   | 34,7  | 20,5   | 75,0 | 4,40    | 1,10    | 0,40   | 1,30   | 9,10   |
| Total  | Total      | 30     | 22     | 29,8   | 39,8  | 30,3   | 72,4 | 3,80    | 2,60    | 0,80   | 0,90   | 10,30  |

Mise à jour le 29 novembre 2024

## Records sur une rencontre en NBA
Les records personnels de Kevin Huerter en NBA sont les suivants, :
| Type de statistique        | Saison régulière | Saison régulière      | Saison régulière | Playoffs | Playoffs                | Playoffs       |
| Type de statistique        | Record           | Adversaire            | Date             | Record   | Adversaire              | Date           |
| -------------------------- | ---------------- | --------------------- | ---------------- | -------- | ----------------------- | -------------- |
| Points                     | 31               | Pacers d'Indiana      | 18 janvier 2024  | 27       | @ 76ers de Philadelphie | 20 juin 2021   |
| Paniers marqués            | 11               | 4 fois                | 4 fois           | 10       | @ 76ers de Philadelphie | 20 juin 2021   |
| Paniers tentés             | 22               | @ Celtics de Boston   | 7 février 2020   | 18       | @ 76ers de Philadelphie | 20 juin 2021   |
| Paniers à 3 points réussis | 7                | 2 fois                | 2 fois           | 3        | 6 fois                  | 6 fois         |
| Paniers à 3 points tentés  | 12               | 2 fois                | 2 fois           | 8        | Heat de Miami           | 22 avril 2022  |
| Lancers francs réussis     | 6                | @ Celtics de Boston   | 7 février 2020   | 5        | @ 76ers de Philadelphie | 20 juin 2021   |
| Lancers francs tentés      | 7                | @ Kings de Sacramento | 5 janvier 2022   | 7        | @ 76ers de Philadelphie | 20 juin 2021   |
| Rebonds offensifs          | 3                | 10 fois               | 10 fois          | 2        | 3 fois                  | 3 fois         |
| Rebonds défensifs          | 12               | Suns de Phoenix       | 14 janvier 2020  | 9        | 76ers de Philadelphie   | 18 juin 2021   |
| Rebonds totaux             | 15               | Suns de Phoenix       | 14 janvier 2020  | 11       | 76ers de Philadelphie   | 18 juin 2021   |
| Passes décisives           | 10               | 3 fois                | 3 fois           | 7        | 3 fois                  | 3 fois         |
| Interceptions              | 6                | @ Heat de Miami       | 28 février 2021  | 4        | Bucks de Milwaukee      | 3 juillet 2021 |
| Contres                    | 2                | 12 fois               | 12 fois          | 3        | 2 fois                  | 2 fois         |
| Balles perdues             | 6                | @ Magic d'Orlando     | 30 décembre 2019 | 4        | 3 fois                  | 3 fois         |
| Minutes jouées             | 48               | Knicks de New York    | 9 février 2020   | 44       | 76ers de Philadelphie   | 18 juin 2021   |

- Double-double : 10 (dont 1 en playoffs)
- Triple-double : 0

Dernière mise à jour : 25 janvier 2024